# Slag bij Verona (403)
De Slag bij Verona is een veldslag die plaats vond tijdens de Gotische Oorlog van 402-403 in de herfst van  403 en werd gestreden tussen het West-Romeinse leger en de Visigoten. Het leger van de Visigoten werd aangevoerd door Alarik I, de koning. Het Romeinse leger stond onder bevel van de Vandaalse generaal Stilicho.

## Aanleiding
Na de nederlaag in de Slag bij Pollentia hadden de Visigoten een vrije aftocht verkregen in ruil voor achterlating van hun oorlogsbuit. Alarik trok zich met zijn overgebleven troepen terug in de bergen van Noricum en oostelijk Raetia. In nog geen jaar na de nederlaag had Alarik zijn leger dusdanig versterkt dat hij in de zomer van 403 een nieuwe inval waagde in Italië. Hij trok op naar Verona en stuitte daar op het Romeinse leger van Stilicho.

## De slag
Claudianus bericht ons dat het water van de Adige rood kleurde van het bloed van de slachtoffers en dat talloze lijken in de richting van de zee werden meegevoerd. Bij Verona vond de beslissende slag plaats en werden de Visigoten verslagen. Slechts met grote verliezen kon Alarik met zijn volk via de Brennerpas naar Noricum uitwijken. Daar werden zij ingehaald en ingesloten door de Romeinen. Opnieuw vonden er onderhandelingen plaats. Ondanks de nederlaag kreeg Alarik toch een vrije aftocht. Hij mocht met zijn overgebleven troepen afreizen naar Illyrië en ontving zelfs geldelijke steun voor voedsel.

## Nasleep
De verklaring voor de raadselachtige houding van Stilicho ten opzichte van de Visigoten moet worden gezocht in de plannen die hij had met Alarik. Stilicho, die zelf een Vandaal was, zag in de opstandige Visigoot een bondgenoot in zijn moeizame relatie met de Romeinen. Er was op dat moment een sterke nationale stroming in het Romeinse Rijk die zeer gekant was tegen Germanen die hoge functies bekleedden.